# Apolima-Arara
Apolima-Arara (Apolima Arara), maleno indijansko pleme porodice panoan, naseljeno na obalama rijeke Amônia u brazilskoj državi Acre, danas na području rezervata Terra Indígena Arara do Alto Juruá u općini Marechal Taumaturgo. Populacija im iznosi oko 130.

## Venjskew poveznice
- Apolima-Arara[neaktivna poveznica]